# Берза
Берза, тржиште хартија од вредности или организовано тржиште, је физички и пословно организован простор, на коме се по строго утврђеним правилима тргује хартијама од вредности, новцем и страним средствима плаћања. Берза је институција финансијског тржишта, али је и сама по себи финансијско тржиште. Берзе као институције организованог финансијског тржишта капитала, представљају самосталне организације које поседују сопствени пословни простор (зграду), чланство и пословна правила. Иако берзе у промет не уносе своје хартије од вредности, нити саме купују и продају хартије од вредности, оне спадају у финансијске институције, али нису интермедијарне финансијске институције.
Да би се продавала на одређеној берзи, хартија од вредности на њој мора бити регистрована. Обично постоји главна локација, барем за регистрацију, док је сама трговина хартијама од вредности знатно мање везана за физичко место, како савремена тржишта користе електронске комуникационе мреже, које им омогућавају већу брзину и смањење трошкова трансакција. Трговина на берзи је ограничена на брокере који су чланови берзе. Последњих година значајан део трговачких активности се пребацио са традиционалне берзе на бројне друге приступе трговању, као што су електронске комуникационе мреже, алтернативни системи трговања и приватни форуми. Почетна јавна понуда акција и обвезница се обавља на примарном тржишту, а даља трговина на секундарном. Берза је често најважнији део тржишта акцијама. Понуда и тражња на тржиштима акција су под утицајем бројних фактора који, као и на свим слободним тржиштима, утичу на цену акција. Обично није обавезно да акција буде емитована на берзи, нити да се даља трговина мора обављати на њој. Оваква трговина могу бити ванберзанска или приватна, и на овакав начин се обично тргује изведеним хартијама од вредности и обвезницама. Берзе су све више део светског тржишта хартија од вредности.
У свету су стандардни финансијски инструменти на новчаним тржиштима: краткорочне обвезнице трезора САД, обвезнице федералне агенције Владе Сједињених Држава, банкарски акцепти, комерцијалне хартије од вредности, у Србији су то: обвезнице Народне банке Србије, обвезнице комерцијалних банака и слични финансијски инструменти.

## Историја

### Рана историја
Идеја о задуживању датира још из старог света, о чему сведоче месопотамске глинене плоче на којима су овековечени каматни зајмови. Постоје неслагања међу научницима о томе када је обављена прва трговина акцијама. Једни као кључан догађај наводе оснивање Холандске источноиндијске компаније 1602. године, док други усмеравају ка ранијим дешавањима. Улрике Малмендиер, професор на Калифорнијском универзитету у Берклију, наводи да је тржиште акцијама постојало чак назад у старом Риму. Једна од најстаријих европских берзи је Франкфуртска берза, основана 1585. године у Франкфурту на Мајни.
У Римској републици која је постојала вековима пре него што је успостављена Римска империја, постојали су societates publicanorum, удружења предузимача и закупаца, који су спроводили изградњу храмова и обављали друге услуге за управу. Једна од услуга коју су пружали било је храњење гусака на Капитолу, као вид награде за гуске, након што је њихово гакање упозорило Римљане на Галску инвазију 390. године пре нове ере. Познати државник и говорник Цицерон је више пута напомињао да су чланови таквих удружења су имали partes тј. акције, а у једном од својих говора је рекао: ‘’Акције су имале високу цену у то време”. Овакав доказ, по мишљењу професора Малмендиера, указује да се инструментима могло трговати по флуктуирајућим ценама, које су зависиле од успеха удружења. Societas су изгубила значај у време императора, како су извршење већине њихових услуга на себе преузели директни државни извршиоци.
Обвезнице су касније уведена новина коју су проширили италијански градови-државе током касног средњег века и у раном ренесансном периоду.

### Успостављање званичне берзе
„Берза, свакодневна авантуристичка серија богатих, не би била то што јесте када не би имала своје успоне и падове. Берза такође има и многе друге особености које је издвајају. Оно што је заиста запањујуће је брзина којом је овај приступ достигао процват након што је 1611 године успостављена прва значајна берза хартија од вредности - откривено двориште у Амстердаму – и како и даље постоји, истина уз промене, на Њујоршкој Берзи 60-их година. Савремено трговање ХОВ – збуњујуће опсежан посао, који укључује милионе километра приватних телеграмских каблова, рачунара који могу да читају и копирају цео телефонски именик Менхетна за 3 минута и преко 20 милиона власника ХОВ, делују доста различито од неколицине Холанђана из XВИИ века који се ценкају на киши. Али правила игре су иста. Прва берза ХОВ је ненамерно била лабораторија у којој су се појављивала нова понашања људи. Аналогно томе, Њујоршка берза је такође друштвени експеримент који заувек доприноси бољем саморазумевању људског рода. Понашање пионира Холандске берзе ХОВ је веродостојно приказана у књизи „Конфузија конфузије“ написана од стране трговца ХОВ на Амстердамској берзи Јозефа де ла Веге, први пут објављене 1688. године.”
Док су италијански градови државе издали прве преносиве државне обвезнице, они нису развили другу састојак потребан за право тржиште капитала: тржиште ХОВ у модерном смислу. Почетком XVI века Холандска источноиндијска компанија (скраћено В. О. Ц. односно ВОЦ) је постала прва компанија у историји које је издала обвезнице и деонице јавности. Како је приметио Едвард Стрингхам (2015): „Компаније са преносивим акцијама датирају још из времена класичног Рима, али то није било дугорочно и није постојало секундарно тржиште за њих.“ ВОЦ компанија, формирана да убрза трговину зачинима, радила је као колонијални управник на данашњој територији Индонезије и оноликих земаља и то је подразумевало спровођење војних операција против воље изробљаваних староседелаца и против супарничких колонијалних сила. Управљање компанијом је било под контролом њених директора, док обични власници нису имали много утицаја на управу нити приступ рачуноводственим изводима компаније.
Ипак, власници акција су добијали лепу награду за њихово улагање. Компанија је плаћала просечну дивиденду у износу од 16% годишње у периоду од 1602. до 1650. Иновације у финансијама у Амстердаму имале су многе облике. Године 1609. инвеститори предвођени Ајзаком Ла Мером формирали су први синдикат „тржишта опадајућих цена“(енг. Беар Маркет), али њихово трговање је имало скроман утицај на опадање цена акција, које се имале тенденцију да остану стабилне током целог XVII века. Од 20-их година XVII века, компанија је почела да издаје и прве корпоративне обвезнице. Језеф де ла Вега, познат и као Јозеф Пенсо де ла Вега и под другим варијацијама имена, био је Амстердамски трговац из шпанске јеврејске породице и плодан писац као и успешан бизнисмен у Амстердаму XВИИ века. Његова књига из 1688 „Конфузија конфузије“ објаснила је функционисање амстердамске градске берзе. То је најстарија књига о трговању ХОВ и унутрашњем функционисању берзе, која је узела облик дијалога између трговца, власника акције и филозофа. Књига је описала тржиште које је софистицирано али склоне испадима и Де ла Вега је понудио савет својим читаоцима на теме попут непредвидивости промена на тржишту и значају стрпљења код инвестирања.
У Енглеској, краљ Вилијам Трећи је настојао да модернизује финансије Краљевине како би платио своје ратове, тако да су прве државне обвезнице емитоване 1693. године и Банка Енглеске је основана наредне године. Убрзо након тога, енглеска акционарска друштва су постајала јавна.
Лондонским првим брокерима је, међутим, био забрањен приступ старом трговачком центру познатом као Ројалска размена, наводно због њихових непристојних манира.  Уместо тога, нова размена је спроведена из кафића у улици Размене. Брокер Џон Кастаинг је до 1698. године, радећи у Џонатоновом кафићу, постављао регуларне листе акција и робних цена. Ти спискови су означили почетак Лондонске берзе.
Један од највећих финансијских мехура у историји се догодио око 1720. године. У центру тога је била компанија Јужно море, основана 1711. године како би спровела енглеску трговину са Јужном Америком и компанијом Мисисипи, фокусираном на трговину са француском колонијом Луизијана, и рекламирао га је шкотски финансијер Џон Лов, који је био ангажован као француски централни банкар. Инвеститори су преполовили акције, као и све остало што је било могуће. На врхунцу маније, 1720. године, била је чак и понуда ’’компаније за извођење подухвата велике предности, али да нико не зна шта је то ’’.
До краја исте године, цене акција су почеле да опадају, како је постало јасно да су очекивања о неминовном америчком богатству претерана. У Лондону, Парламент је усвојио Мехур акт, који је значио да само краљевски овлашћене компаније могу издавати јавне деонице. У Паризу, Џон Лов је добио отказ и напустио земљу. Размена акција је постала још више ограничена и слабија у наредним деценијама. Ипак, тржиште је опстало, и до 1790-их година акцијама се трговало у младим Сједињеним Државама. Њујоршка берза се отворила 17. маја 1792. године, под platanus occidentalis (батнвуд дрво) у  Њујорку, како су 24 брокера потписали Батнвудшки споразум, пристајући да тргују са пет хартија од вредности испод тог батнвуд дрвета.

## Улога берзе
Берза има више улога у економији. Неке од њих су:

### Прикупљање капитала за пословање
Поред кредитног потенцијала који се пружа појединцу или фирми од стране банкарског система, у облику кредита или зајма, берза пружа компанијама које поседују зграду да прикупе капитал за проширење продајом акција инвестиционој јавности.
Компаније које се баве капиталом, посебно високотехнолошке компаније, увек морају да прикупе велике количине капитала у својим раним фазама. Из тог разлога, јавно тржиште на берзама било је један од најважнијих извора финансирања за многе капитално интензивне стартапове. После деведесетих и раних 2000-их високотехнолошке компаније су експлодирале на највећим светским берзама, много је захтевније за високотехнолошког предузетника да преузме своју јавну компанију, осим ако компанија већ генерише продају и зараде, или је компанија показала кредибилитет и потенцијал од успешних резултата: клиничка испитивања, истраживање тржишта, патент регистрације, итд. Ово се прилично разликује од ситуације из 1990-их до периода раних 2000-их, када је одређени број компанија (посебно компаније које се баве интернетом и биотехнологијом) изашао у јавност на најистакнутијим берзама широм света у потпуном одсуству продаје, зараде или било ког типа добро документованог обећавајућег исхода. Иако то није тако уобичајено, још увек се дешава да су високо спекулативни и финансијски непредвидиви високотехнолошки стартапови први пут укључени у главну берзу. Поред тога, постоје и мања, специјализована тржишта улаза за ове врсте компанија са берзанским индексима који прате њихове перформансе (примери укључују Alternekt, CAC Small, SDAKS, TecDAKS).

#### Ограничена партнерства за истраживање и развој
Компаније су такође прикупиле значајне износе капитала кроз ограничена партнерства за истраживање и развој. Промене пореског закона које су усвојене 1987. године у Сједињеним Државама промениле су пореску одбитност улагања у ограничена партнерства за истраживање и развој. Да би партнерство било у интересу за данашње инвеститоре, готовина на поврат новца мора бити довољно висока да привуче инвеститоре.

#### Предузетнички капитал
Уобичајени извор капитала за стартап компаније је био предузетнички капитал. Овај извор је и данас доступан у великој мери, али највећи износ који ће предузетнички капитал инвестирати у неку компанију није неограничен (било је приближно 15$ милиона 2001. за биотехнолошку компанију).

#### Корпоративни партнери
Још један алтернативни избор новца за приватне компаније је корпоративни партнер, обично за већ основану мултинационалну компанију, која пружа капитал за мање компаније у замену за права на маркетинг, права на патенте или капитал. Корпоративно партнерство је било успешно у великом броју случајева.

### Мобилизација штедње за инвестирање
Када људи подигну своју штедњу и инвестиције у акције то обично води ка рационалној алокацији ресурса, јер новчана средства, која су већ била искоришћена, или су била чувана у неактивним депозитима у банкама су мобилизована и преусмерена да помогну менаџменту компаније да финансирају своју организацију. Ово може да промовише пословне активности са бенефицијама у неколико економских сектора као што су агрокултура, комерцијала и индустрија, резултујући у бољи економски напредак и већи ниво продуктивности фирми.

### Олакшавање аквизиција
Компаније виде аквизиције као шансу да прошире своју линију производа, повећају канале дистрибуције, заштите од ризика, повећају свој тржишни удео или да прикупе осталу неопходну пословну имовину. Понуда за преузимање или мерџери и аквизиције преко берзе је један од најједноставнијих и најчешћих начина за компаније да расту преко аквизиција или спајањем.

### Удео у профиту
И професионални и повремени инвеститори, који су велики као институционални инвеститори или мали као просечна породица средње класе, преко раста дивиденди и цене акције резултују у капиталним добитима и уделима у богатству профитабилног бизниса. Непрофитни бизниси или бизниси у кризи могу резултовати у капиталним губицима за акционаре.

### Корпоративно управљање
Имајући широк и различит круг власника, компаније генерално теже да узнапредују стандарде менаџмента и повећају ефикасност како би задовољиле захтеве акционара и строжа правила за јавна предузећа наметнута од стране јавних берзи и владе. Стога, се тврди да јавна предузећа(предузећа која су у власништву акционара који су чланови јавности и трговци акција на јавним разменама) теже да имају боље записе о управљању од приватних компанија (компаније где се акције не размењују јавно, често су у власништву оснивача компанија, њихових породица и наследника или мале групе инвеститора).
Упркос овој тврдњи, нека од забележених случајева су позната где се тврди да је дошло до значајног одступања и корпоративном управљању од стране неких јавних предузећа, посебно у случајевима рачуноводствених скандала. Политике које су водиле ка дотком мехурићу крајем 1990-их и криза хипотекарних кредита од 2007-2008 су такође примери лошег управљања предузећем. Лоша управљања предузећем као што су Pets.com (2000), Enron (2001),  (2001),  (2001),  (2001), Adelphia Communications Corporation (2002), MCI WorldCom (2002), Parmalat (2003), American International Group (2008),  (2008),  (2008), General Motors (2009) i Satyam Computer Services (2009) су добила доста медијске пажње.
Много банака и компанија широм света користе идентификационе бројеве хартија од вредности (ISIN) како би јединствено идентификовали своје акције, обвезнице и друге хартије од вредности. Додавање ISIN кода помаже да се јасно идентификују хартије од вредности, а ISIN систем се користи широм света од стране фондова, компанија и влада. Међутим, када лоши финансијски, етички или менаџерски записи постану јавни, инвеститори на берзи имају тенденцију да губе новац јер акције и компаније губе вредност. На берзама, акционари фирми које лоше послују се често кажњавају значајним падом цена акција и имају тенденцију и да одбаце менаџерске тимове. Стварање инвестиционих могућности за мале инвеститоре за разлику од других бизниса који захтевају велике капиталне издатке, улагање у акције је отворено и за велике и за мале инвеститоре јер су минимални износи инвестиција мали. Због тога, берза пружа могућност малим инвеститорима да поседују акције истих компанија као и велики инвеститори.

### Стварање инвестиционих могућности за мале инвеститоре
За разлику од других предузећа која захтевају велике капиталне издатке, улагање у акције је отворено и за велике и за мале инвеститоре јер су минимални износи инвестиција мали. Због тога, берза пружа могућност малим инвеститорима да поседују акције истих компанија као и велики инвеститори.

### Владино прикупљање капитала за развојне пројекте
Владе на различитим нивоима могу донети одлуку да позајме новац за финансирање инфраструктурних пројеката као што су изградње водовода и пречишћавања вода или изградња стамбених зграда, продајом врсте хартија од вредности које су познате као обвезнице. Обвезнице се могу пласирати на берзи где их купују грађани, позајмивши тиме новац влади. Издавање таквих обвезница може на краћи период укинути директно опорезивање грађана за финансирање развоја; иако су ове обвезнице гарантоване пуним поверењем у владу, уместо залогом, влада ипак мора на крају опорезивати грађане или на други начин прикупити додатна средства за редовно плаћање купона и рефундирање главнице при доспећу обвезнице.

### Економски барометар
Пад или раст цене акција на берзи највећим делом зависи од деловања економских сила. Цене акција, по правилу, расту или остају стабилне када су компаније и економија у глобалу стабилне или у порасту. Док рецесија, депресија или финансијска криза могу довести тржиште акција до краха. Дакле, кретање цена акција и основних берзанских индекса може бити показатељ општег тренда у привреди.

## Чланство на берзи
Свака берза намеће сопствене услове за компаније које желе да учествују на тој берзи. Услови се постављају преко минималног броја акција, минималне тржишне капитализације и минималног годишњег прихода.

##### Примери услова чланства
Услови за стицање чланства које су поставиле неке берзе укључују:
- Њујоршка берза: Њујоршка берза (ЊБ) захтева да компанија изда најмање милион акција у вредности од 100 милиона долара и да је зарадила више од 10 милиона долара у последње три године.[16]
- Наздак берза: Наздак захтева да компанија изда најмање 1,25 милиона акција у вредности од најмање 70 милиона долара и да је зарадила више од 11 милиона долара у последње три године.[17]
- Лондонска берза: главно тржиште Лондонске берзе захтева минималну тржишну капитализацију (£ 700,000), три године ревидираних финансијских извештаја, минимални јавни промет (25%) и довољно обртног капитала за најмање 12 месеци од датума приступања.
- Бомбајска берза: Бомбајска берза (ББ) захтева минималну тржишну капитализацију од 250 милиона евра (3,6 милиона долара) и минимални јавни промет у износу од 100 милиона евра (1,4 милиона долара).[18]

## Власништво
Берзе су настале као заједничке организације, у власништву брокера, самих чланова берзе. Међутим, највеће берзе су промениле власништво, односно чланови су продали своје акције у иницијалној јавној понуди. На тај начин заједничка организација постаје корпорација, чије су акције понуђене на берзи. Неки примери ове појаве су: Аустријска берза хартија од вредности (1998), Евронекст (спојен са Њујоршком берзом), НАЗДАК (2002), Бурза Малезије (2004), Њујоршка берза (2005), Булсас и Меркадос Еспањолес, и Берза Сао Паола (2007).
Шенженска и Шангајска берза се могу сматрати квазидржавним институцијама, пошто су их створили државни органи у Кини, и пошто њихово водеће особље директно именује Кинеска регулаторна комисија за хартије од вредности.
Други пример је Ташкентска берза основана 1994. године, три године након распада Совјетског Савеза, која је већинским делом у власништву државе, а притом има облик јавне корпорације (акционарског друштва). Корејска берза (КБ) поседује 25% минус једну акцију Ташкентске берзе. У 2018. било је 15 лиценцираних берзи у Сједињеним Америчким Државама, од којих је 13 активно трговало хартијама од вредности. Све те берзе биле су у власништву три јавно објављење мултинационалне компаније, Интерконтиненталне берзе, Насдак, Inc., и Cboe Global Markets, изузев IEKS-а. Године 2019. група финансијских корпорација објавила је планове за отварање берзе у власништву чланова, MEMKS, власничке структуру сличну заједничким организацијама ранијих берзи.

## Друге врсте берзи
У 19. веку отворене су берзе за трговину форвард уговора о роби. Форвард уговори којима се тргује на берзи се називају термински уговори или фјучерси. Ова тржишта роба касније су почела да нуде терминске уговоре о другим производима, попут каматна и акција, уговора о опцијама. Ови су сада опште познати као берзе фјучерса.

## Предмет трговања
Предмет трговања на берзи мора да буде типизиран и стандардизован како би био лако заменљив, и тиме трговина њиме једноставна, брза и ефикасна. Ово омогућава одсуство предмета трговања са места на ком се тргује.

## Чланови берзе
Чланови берзе су брокерско-дилерска друштва и овлашћене банке. Пријем у чланство берзе врши се на основу поднетог захтева и документације прописане актима берзе.
Берза је дужна да прими у чланство брокерско-дилерско друштво, односно овлашћену банку ако испуњавају услове за стицање својства члана берзе утврђене статутом берзе.
Берза не сме повредити принцип равноправности чланова берзе. Члан берзе је посебно дужан:
- да се придржава свих аката берзе,
- да савесно обавља послове на берзи,
- да не злоупотребљава информације које нису доступне свим учесницима на берзи,
- да о приспелом налогу клијента или о сопственом налогу одмах обавести берзу,
- да извршење налога одложи до истека рока који берза прописује својим правилима пословања,
- да писмено обавештава берзу о свакој промени својих овлашћења, права, обавеза и одговорности у правном промету, а нарочито о променама које се односе на услове на основу којих је стекао чланство на берзи, и
- да плаћа чланарину, провизију од закључених послова трговине хартијама од вредности на берзи и друге накнаде утврђене тарифником берзе.

## Правила трговања
Трговина се одвија по посебним правилима берзе, обично потврђеним од стране државне власти. На берзи се само закључују послови, док се испоруке и плаћања одвијају ван берзе.
Правила трговања на берзи израсла су из обичајног трговинског права и уобличавала су се заједно са постепеним настанком берзе током развоја тржишта и тржишних односа. Ова правила имају двоструку функцију:
- да обезбеде стандардизацију предмета трговине и самих правила трговања, и
- да пруже заштиту учесницима у трговању.

Правила уређују начин рада берзанских служби. Она су кодификована у зборнике под различитим називима.

## Врсте берзи
Полазећи од врсте берзанског материјала, берзе се могу поделити на робне берзе и финансијске берзе.
- На робним берзама се тргује различитим врстама роба (жито, кромпир, месо, кафа, нафта, обојени метали, неметали, памук, шећер, вуна, злато, калај, итд.)
- Финансијске берзе могу бити универзалне и специјализоване.

Универзалне берзе су оне берзе на којима се тргује хартијама од вредности, најчешће онима које представљају финансијске инструменте на тржишту капитала (власничким и дугорочним дужничким хартијама), али није искључено ни трговање краткорочним хартијама, затим новцем, девизама, финансијским дериватима (фјучерсима и опцијама) и златом.
На специјализованим берзама се тргује само одређеним берзанским материјалом. Оне могу бити берзе ефеката – ако се са њима купују и продају само дугорочне хартије од вредности, девизне берзе, берзе злата и племенитих метала, итд.

## Значај берзе
Постојање берзе, односно берзанске трговине на неком тржишту, указује да је то тржиште сигурно и да није под утицајем нетржишних ризика у пословању. Јачање берзанског пословања указује на пораст сигурности у одређеној привреди.

### Функција берзе
Кључна функција берзе је да обезбеди континуирано тржиште хартија од вредности по ценама које не одступају битно од оних по којима су претходно продате.

### Континуитет тржишта
Континуитет тржишта сматра се неопходним за очување ликвидности хартија од вредности без којих би се тешко могла привући средства инвеститора који у њих улажу. Континуитет тржишта смањује колебање цена хартија од вредности што даље повећава њихову ликвидност, односно способност конверзије у готовину путем продаје.

### Објављивање цене хартија од вредности
Берза утврђује и публикује цене хартија од вредности. Цене појединих хартија од вредности утврђују се на бази ефективне куповине и продаје, односно понуде и тражње конкретне хартије од вредности. Објављујући преглед цена различитих хартија од вредности и захтевајући да се финансијски извештаји предузећа која их емитују учине доступним јавности, берзе омогућавају постојећим и перспективним улагачима да процене ризик и рентабилност својих улагања и усмере их у складу са својим преференцијама према ризику и рентабилности.

## Дужности берзе
Берза је дужна да у свом пословању обезбеди:
- законито обављање трговине на берзи,
- заштиту интереса учесника на берзи,
- поштовање правила и стандарда берзе који се односе на понашање учесника на берзи, и
- информације за јавност о свим чињеницама значајним за рад берзе.

## Берзе широм света
Данас су ретка тржишта на којима не делује бар једна берза. Најважнији берзански центри су Њујорк, Лондон, Токио, Франкфурт и Чикаго. Највећа је Њујоршка берза хартија од вредности.
На простору југоисточне Европе раде Београдска берза, Сарајевска, Бањалучка, Загребачка, Вараждинска, Љубљанска, Будимпештанска, Атинска, Бугарска, Македонска и Црногорска берза.

## Финансијски деривати
Финансијске иновације су донеле много нових финансијских инструмената, међу којима су опције, фјучерси, итд.